# 28. travnja
28. travnja (28. 4.) 118. je dan godine po gregorijanskom kalendaru (119. u prijestupnoj godini).
Do kraja godine ima još 247 dana.

## Događaji
- 1789. – Fletcher Christian pokrenuo je pobunu na brodu Bounty protiv zapovjednika Williama Bligha.
- 1937. – Otvorena Cinecittá, najveći filmski studio u Europi
- 1945. – Kapitulirale njemačke postrojbe u Italiji; članovi talijanskog pokreta otpora pogubili su Benita Mussolinija i njegovu ljubavnicu Claru Petacci
- 1952. – Okupirani Japan: stupanjem na snagu sporazuma iz San Francisca Japan je još jednom postao nezavisna država.
- 1969. – Charles de Gaulle, prvi predsjednik Francuske Pete Republike podnio je ostavku na predsjedničku dužnost
- 1991. – Osnovana Četvrta gardijska brigada "Pauci"
- 2001. – Dennis Tito postao je prvi svemirski turist na svijetu
- 2007. – Hrvatski boksač Stipe Drviš postao svjetski prvak u profesionalnom boksu u poluteškoj kategoriji po inačici WBA.

| - 1758. – James Monroe, američki predsjednik i političar († 1831.) - 1874. – Karl Kraus, austrijski prozaist, publicist i dramatik († 1936.) - 1916. – Ferruccio Lamborghini, osnivač tvrtke Automobili Lamborghini († 1993.) - 1926. – Harper Lee, američka spisateljica († 2016.) - 1937. – Jack Nicholson, američki filmski glumac i redatelj - 1948. – Terry Pratchet, engleski pisac znanstvene fantastike - 1952. – Stephan Lupino, hrvatski fotograf, kipar i slikar - 1960. – Dubravko Merlić, hrvatski novinar - 1966. – Jean-Luc Crétier, francuski alpski skijaš - 1974. – Penelope Cruz, španjolska filmska glumica - 1980. – Karolina Gočeva, makedonska pjevačica - 1981. – Jessica Alba, američka glumica - 1984. – Emil Sućeska, hrvatski glumac | - 1260. – Lucio Modestini, talijanski blaženik (* 118?) - 1716. – Ljudevit Montfortski, francuski katolički svetac (* 1673.) - 1770. – Jeremijaš Šoštarić, hrvatski pisac iz Gradišća (* 1714.) - 1853. – Ludwig Tieck, njemački književnik (* 1773.) - 1936. – Fuad I., egipatski kralj (* 1868.) - 1936. – Ignjat Job, hrvatski slikar (* 1895.) - 1945. – Benito Mussolini, talijanski diktator - 1962. – Sveta Ivanka Beretta Molla, katolička svetica, liječnica (* 1922.) - 1980. – Andrija Anković, hrvatski nogometaš i zlatni olimpijac (* 1937.) - 2007. – Edo Peročević, hrvatski glumac (* 1937.) - 2012. – Matilde Camus, španjolska spisateljica i pjesnikinja (* 1919.) - 2021. – Juraj Gracin, hrvatski talijanist i kroatist (* 1938.) |

## Blagdani i spomendani
- Svjetski dan zaštite na radu
- Nacionalni dan zaštite na radu u Hrvatskoj
- bl. Lucio Modestini